# Myriophyllum aquaticum
La cola de zorro acuática (Myriophyllum aquaticum) es una especie de planta acuática nativa de humedales de Sudamérica: Brasil, Bolivia, Ecuador, Perú, Argentina, Chile, Paraguay, Uruguay. Es popular por su uso en acuarios, pero fuera de su distribución natural se comporta como especie invasora.

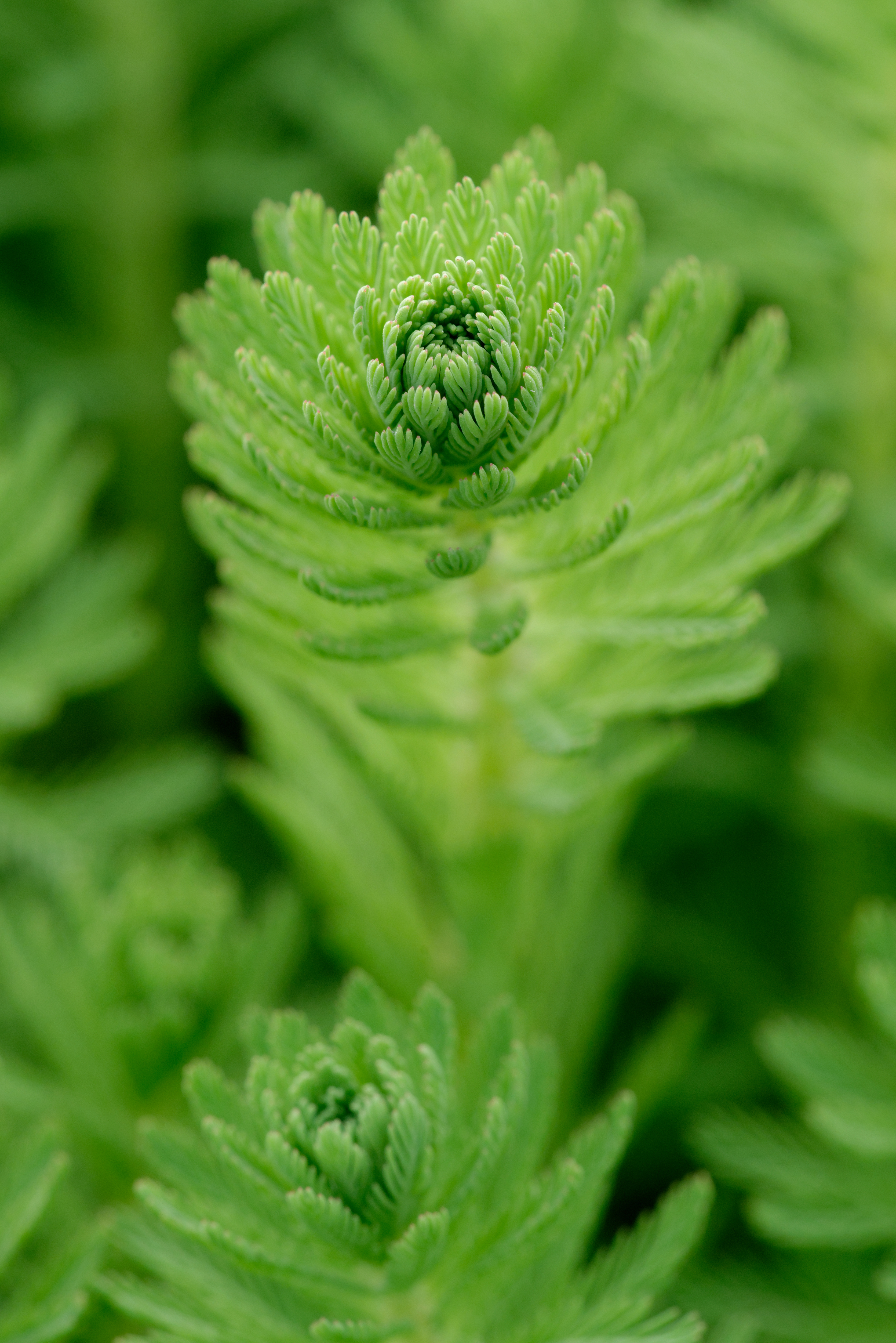
Vista de la planta

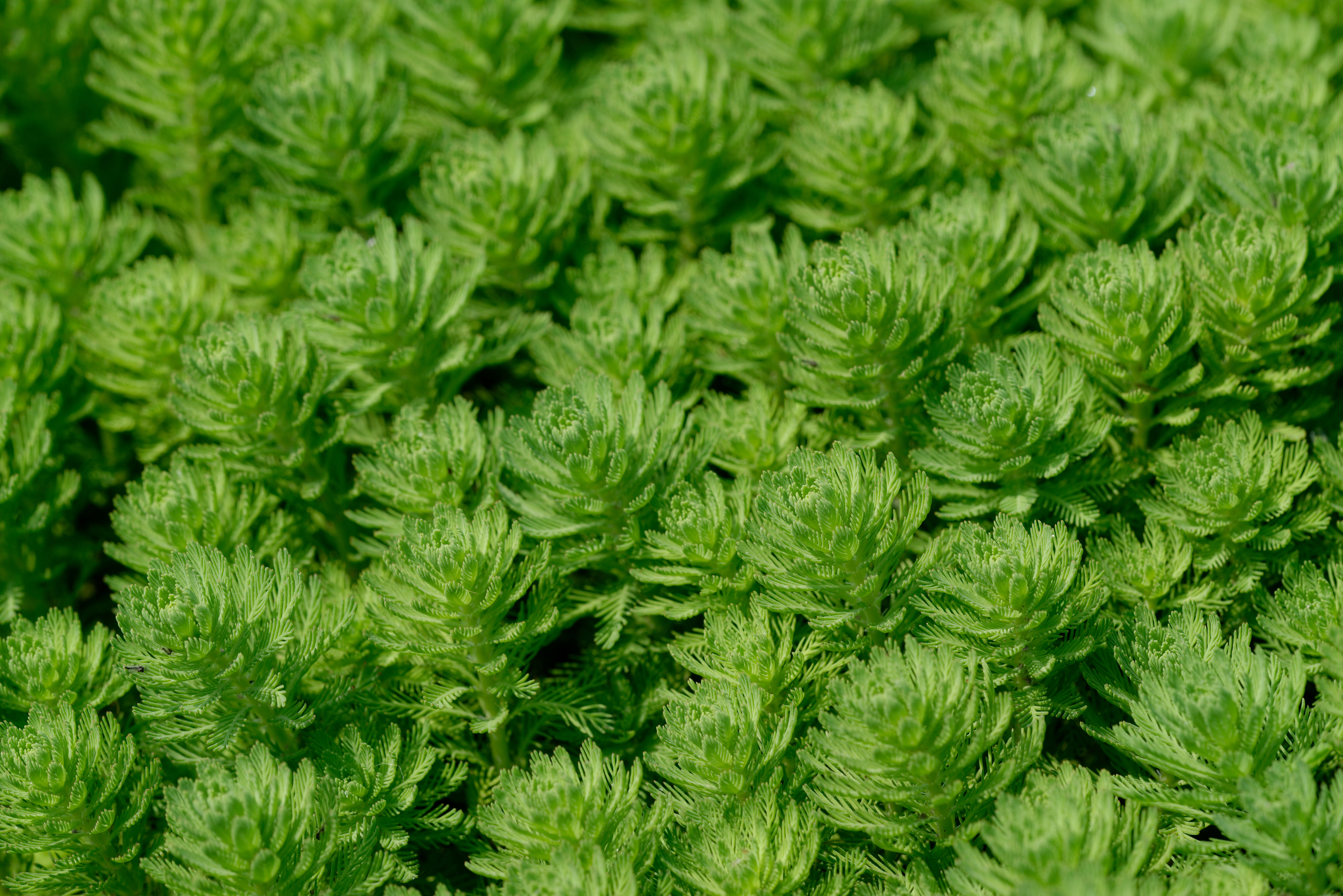
En su hábitat, formando una colonia

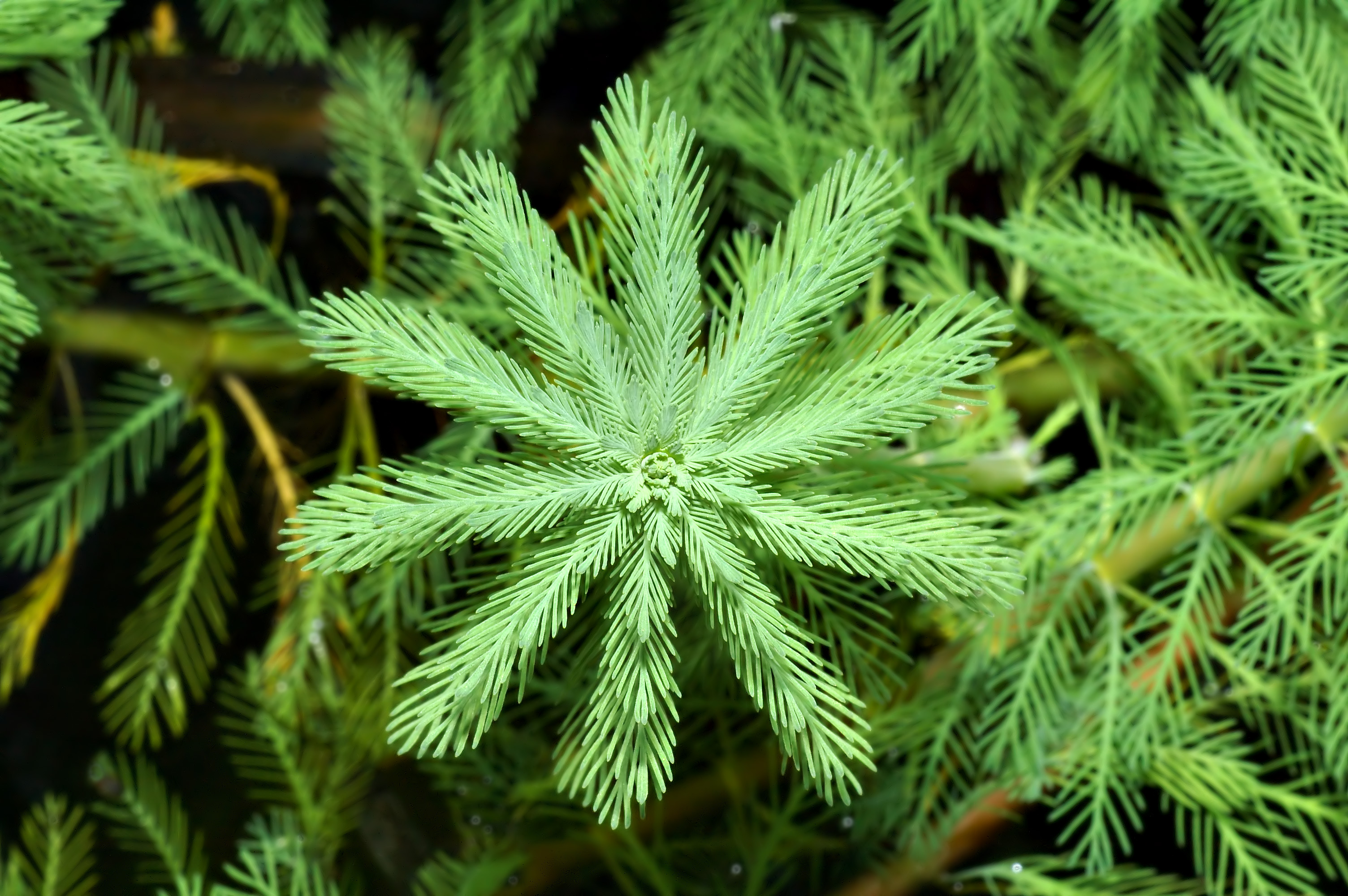
Vista desde arriba

## Descripción
Son hierbas glabras, acuáticas; con tallos gruesos, con frecuencia ligeramente lagunosos. Hojas en verticilos de 3–6, pectinadas, mayormente emergentes, 2–5 cm de largo, con 10–18 segmentos en cada lado, los inferiores frecuentemente reducidos; raquis hasta 1 mm de ancho; estípulas ausentes. Flores raramente producidas, unisexuales, dispuestas en las axilas de las hojas sumergidas; flores inferiores pistiladas, las superiores estaminadas; sépalos 4, oblongo-lanceolados o angostamente triangulares; pétalos 4, naviformes y unguiculados; estambres 4–8; carpelos 4, lóculos 4, estigmas blancos y fimbriados. Fruto 1–2 mm de largo, nuececillas papiloso-punteadas, pronto dividiéndose en 4 partes.

## Floración
Es una planta perenne. Al entibiarse el agua en primavera, comienza la floración; la mayoría lo hace en esa estación, sin embargo, algunos comienzan en verano. Flores diminutas, blancas. La mayoría de las plantas de esta especie son femeninas, de hecho no hay masculinas fuera de Sudamérica; por lo que no semilla fuera de esa región, pero se reproduce asexualmente. Las nuevas plantas salen de fragmentos de plantas enraizadas.

## Hábitat
Es nativa de la cuenca del río Amazonas, y naturalizada se la halla en todo el mundo. Fue introducida a Norteamérica hacia los años 1800. Como prefiere un clima cálido, es más común en subtrópicos y trópicos.

## Especie invasora
Es muy usada y popular en acuarios internos y externos. Desafortunadamente, tiene comportamientos de maleza. No tiene competencia, por lo que se descontrola.
En su distribución natural, algunos insectos se alimentan de ella, pero en sus introducciones no existen tales predadores; salvo en Florida, donde las larvas de los coleópteros Alticini se alimentan de ella.
Otro problema creado por su sobrepoblación es el estancamiento del agua y el sobrecrecimiento de algas y de larvas de mosquito; problemas en riego y en drenaje, restricciones a las actividades recreacionales. Los herbicidas no son específicos para la especie y no la controlan, queda el corte para mantenerla a raya.
Debido a su potencial colonizador y constituir una amenaza grave para las especies autóctonas, los hábitats o los ecosistemas, esta especie ha sido incluida en el Catálogo Español de Especies Exóticas Invasoras, regulado por el Real Decreto 630/2013, de 2 de agosto, estando prohibida en España su introducción en el medio natural, posesión, transporte, tráfico y comercio.

## Taxonomía
Myriophyllum aquaticum fue descrita por (Vell.) Verdc. y publicado en Kew Bulletin 28(1): 36. 1973.
Etimología
Myriophyllum: nombre genérico que deriva del griego "myri" y que significa (demasiado para contar) y "phyll" (hoja).
aquaticum: epíteto latíno que significa "que se encuentra en el agua".
Sinonimia
- Enydria aquatica Vell.
- Myriophyllum brasiliense Cambess.
- Myriophyllum proserpinacoides Gillies ex Hook. & Arn.[4]